# Serpocaulon falcaria
Serpocaulon falcaria är en stensöteväxtart som först beskrevs av Kze., och fick sitt nu gällande namn av Alan Reid Smith. Serpocaulon falcaria ingår i släktet Serpocaulon och familjen Polypodiaceae. Inga underarter finns listade.